# Sembach
Sembach est une municipalité de la Verbandsgemeinde Enkenbach-Alsenborn, dans l'arrondissement de Kaiserslautern, en Rhénanie-Palatinat, dans l'ouest de l'Allemagne.
Sur son territoire se situe la base aérienne américaine de Sembach.

## Références

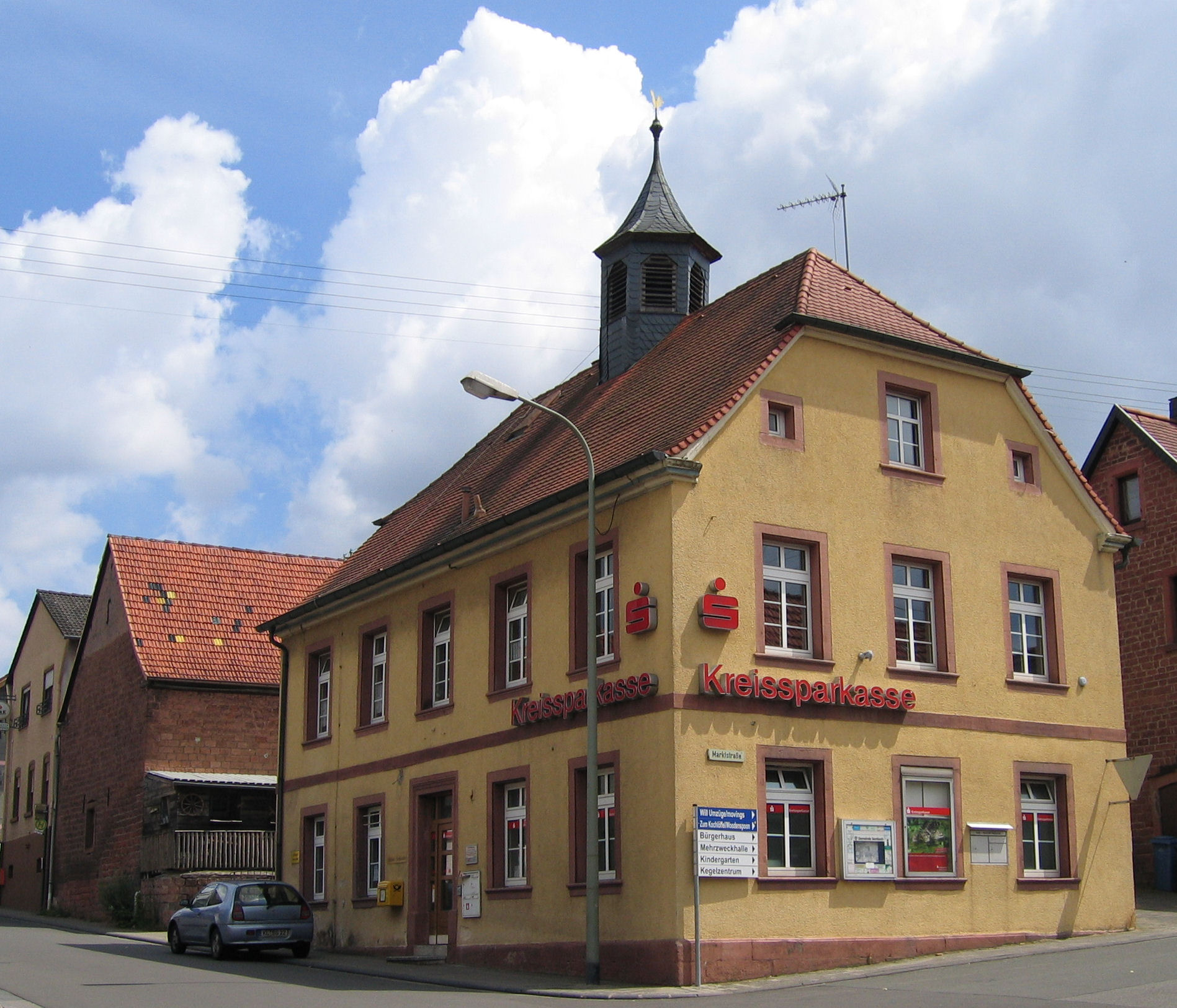
Ancienne mairie.
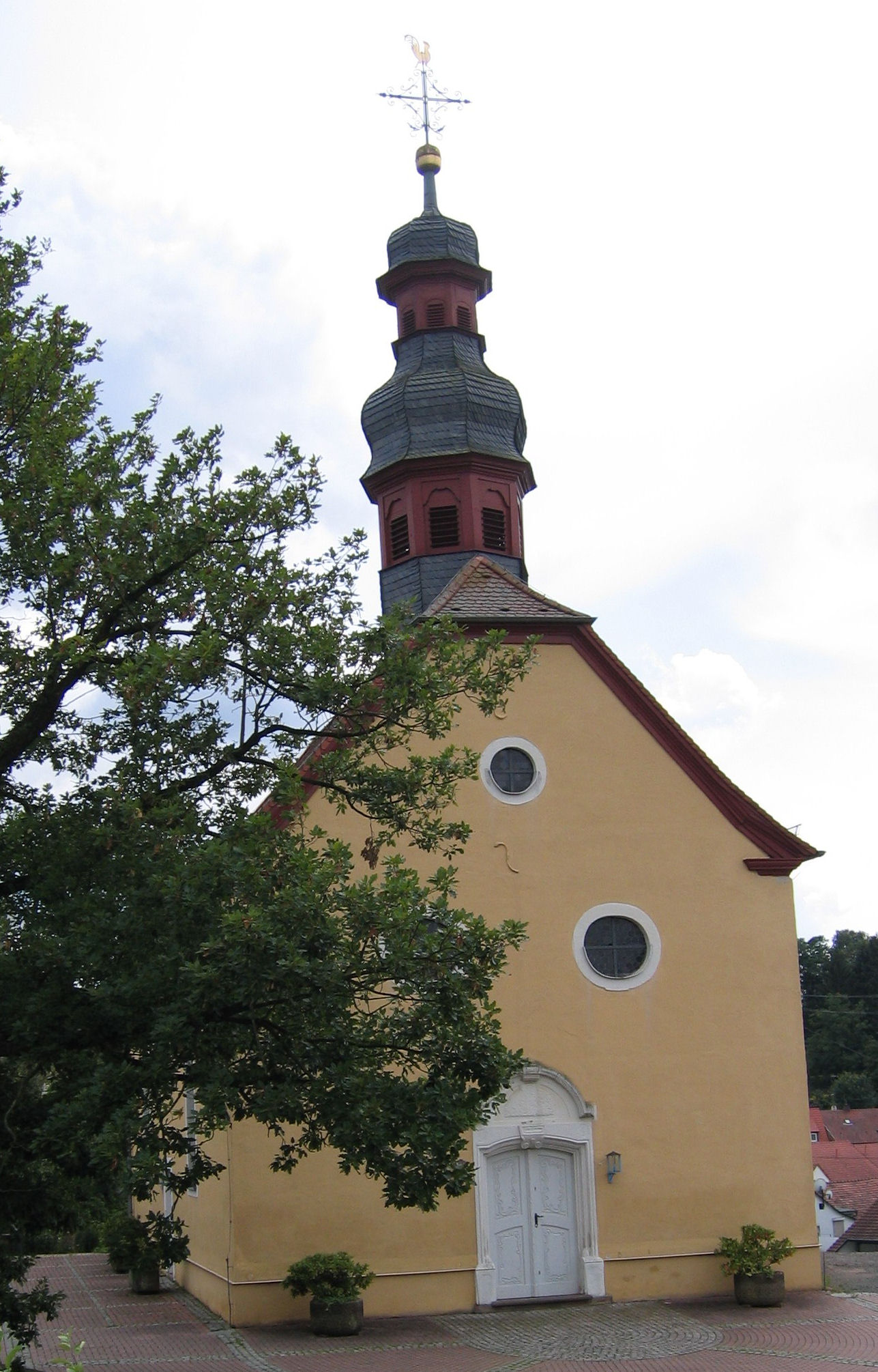
Église protestante.
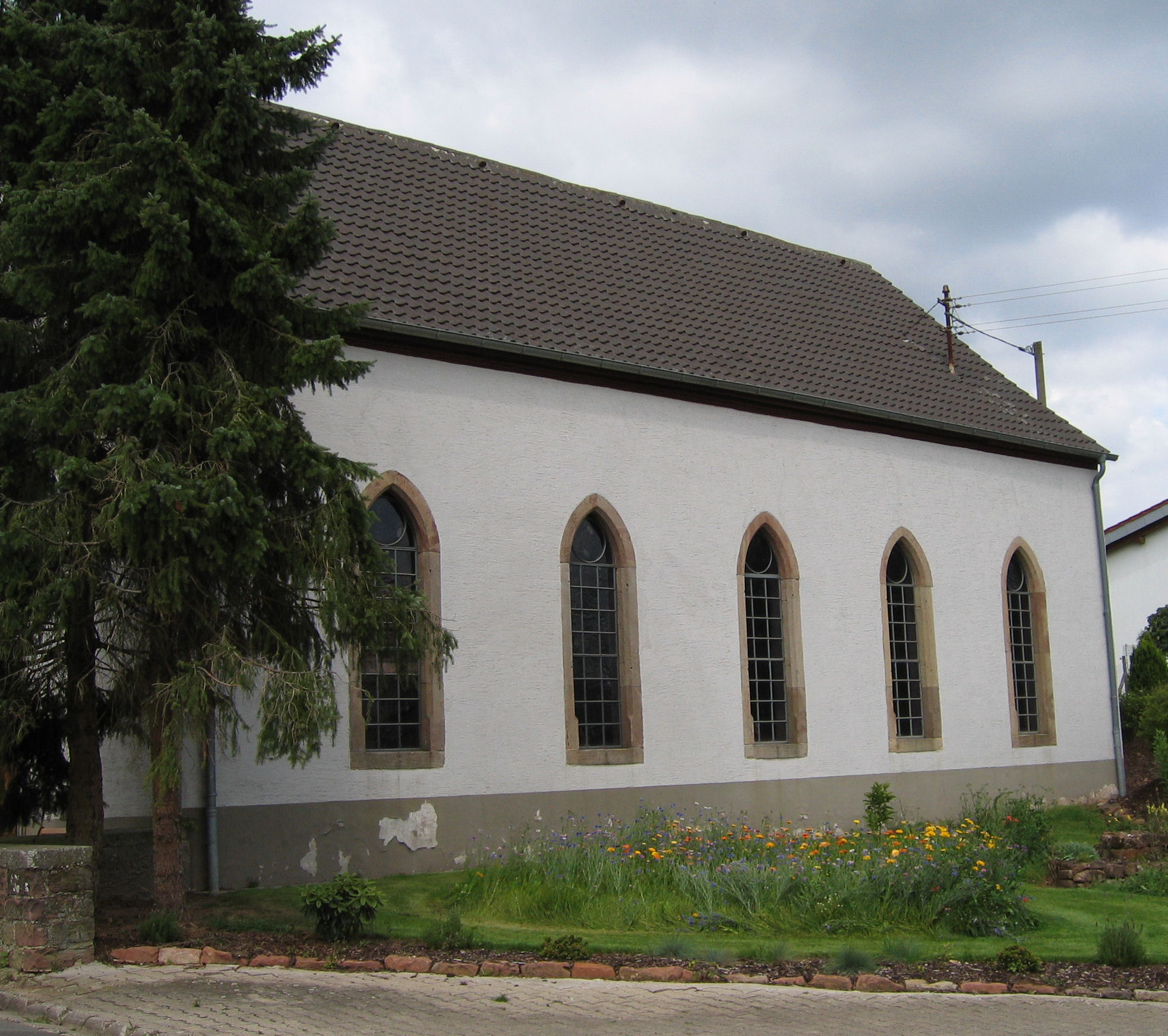
Église mennonite.
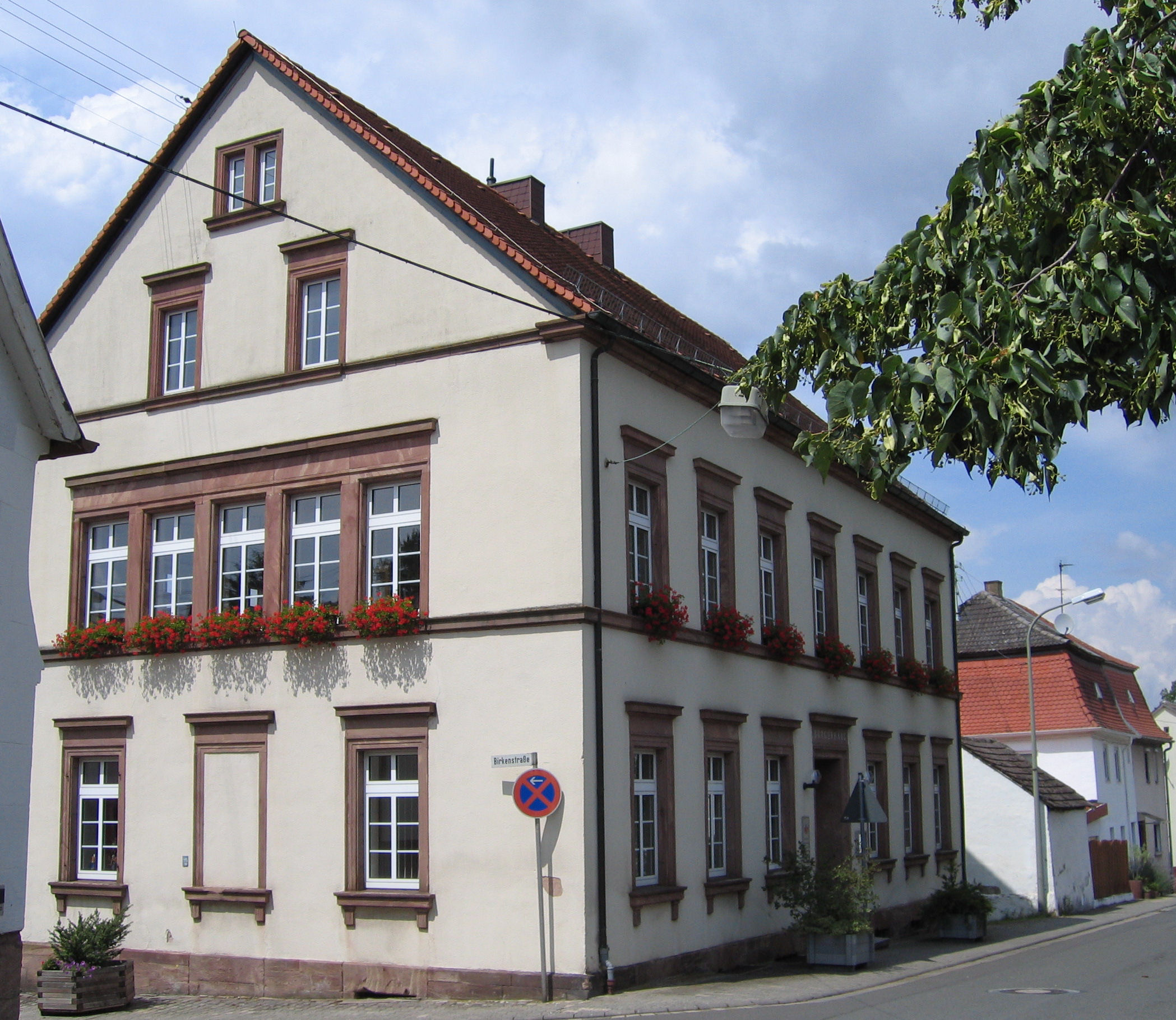
Salle des fêtes (Dorfgemeinschaftshaus).
Localisation de Sembach dans la Verbandsgemeinde et dans l'arrondissement.